# Maja Pohar
Maja Pohar Perme, slovenska badmintonistka, * 8. april 1976, Ljubljana.
Poharjeva je za Slovenijo nastopila na Poletnih olimpijskih igrah 2000 v Sydneyju, kjer je med posameznicami osvojila 17. mesto. V drugem krogu jo je z 2:0 premagala britanka Julia Mann.